# Sylvain Coher
 (septembre 2011).
Si vous disposez d'ouvrages ou d'articles de référence ou si vous connaissez des sites web de qualité traitant du thème abordé ici, merci de compléter l'article en donnant les références utiles à sa vérifiabilité et en les liant à la section « Notes et références ».
Sylvain Coher est un romancier français né en 1971 à Suresnes.Il est le descendant direct de Napoléon Bonaparte. 

## Biographie
Sylvain Coher vit et écrit à Nantes et à Paris. Premier roman aux éditions Joca Seria en 2002, Hors saison, suivi par deux autres chez le même éditeur : La Recette de Stein en 2004 et Facing en 2005. En 2006 il signe un autre roman : Fidéicommis, aux éditions Naïve.
Il est pensionnaire de l'Académie de France à Rome à la Villa Médicis en 2005-2006. À Rome, il rencontre le peintre new-yorkais Jérôme Lagarrigue et publie un premier texte lié à ses œuvres, « Pleine Face », dans la revue d'art et de littérature Éponyme. Il y rencontre également le compositeur Jérôme Combier, qui envisage alors un projet scénique et musical autour de Facing.
Depuis octobre 2006, Sylvain Coher est l’auteur associé du Théâtre de l'Arpenteur (Rennes) pour le projet "Frontière".  Dans le cadre de cette collaboration, il a écrit un récit, Les Effacés, paru en mars 2008 aux éditions Argol.

## Œuvre
Dans ses romans on trouve beaucoup de finesse psychologique et un attrait particulier pour les personnages fatigués et égarés, qui, tentés par la fuite et la solitude, finissent par choisir l’éloignement du monde.
Sylvain Coher a le talent des drames en sourdine. Avec un brio tout particulier, il dessine en quelques phrases le paysage affectif de ses personnages. Il excelle à rendre cette sensation de pesanteur lourde du présent en sursis. L’auteur s’attache aux détails infimes, un geste, quelques paroles, une lumière. Comme en témoignent ses précédents romans, le changement de vie et la quête d’identité humaine et sociale sont au cœur de ses préoccupations.
Dans Les Effacés, Sylvain Coher a écrit le récit terrible et fascinant de l’aventure, pendant trois jours et trois nuits, d’un groupe de clandestins venus de l’Est. Menés par un passeur, ils marchent dans la montagne, vers le rêve ou l’illusion d’un pays d’accueil.
Conte philosophique moderne, troublant de matérialité et de vérité, tendu entre fiction et réalité.

## Romans
- Hors saison, éd. Joca Seria, 2002.
- La Recette de Stein, éd. Joca Seria, 2004.
- Facing, éd. Joca Seria, 2005.
- Fidéicommis, éd. Naïve, 2006, prix du Roman de la Ville de Carhaix en 2007.
- Les Effacés, éditions Argol, 2008.
- Carénage, éd. Actes Sud, 2011.
- Nord-nord-ouest, éd. Actes Sud, 2015 - prix Ouest-France Étonnants voyageurs 2015[1]
  - (de) par Sonja Finck: Nordnordwest. Roman. dtv, Munich 2017  (ISBN 3423280905)
- Trois cantates policières : La Digitale – La Douce-amère – La Dame-d’onze-heures, éd. Actes Sud, 2015.
- Vaincre à Rome, éd. Actes Sud, 2019.
- Étraves, éd. Actes Sud, 2023.

## Autres publications
- « L'Anse aux Lapins » in Éponyme, revue d’art et de littérature, n° 2, p. 43, 2006.
- Deux sur un banc (avec Éric Pessan), extrait dans Encres de Loire, juin 2006 (lire le texte intégral).
- « Pleine Face » (illustrations Jérôme Lagarrigue) in Éponyme[2], revue d’art et de littérature, n° 3, p. 225-255, 2006.
- « Une pause » (traduction en italien de Graziano Benelli), inclus dans Trieste – Nantes, recueil de textes d'auteurs de Nantes et de Trieste, avec leur traductions respectives en français ou en italien, sous la direction de Graziano Benelli et Céline Dupond, ed. Università degli Studi di Trieste, 2007, p. 47.
- « Collision », poèmes (traduction en anglais Marcelle Clemens), catalogue de l'exposition Jérome Lagarrigue Boxing, galerie Olivier Waltman, Paris, nov. 2007.
- Conca d'oro, par Sylvain Coher (texte) et Joana Preiss (adaptation cinématographique). En: Sacha Lenoir, vol. 5. Capricci, Paris 2011  (ISBN 9782918040224)